# Kasanga jezik
Kasanga jezik (ISO 639-3: ccj; cassanga, haal, i-hadja, kassanga), sjevernoatlantski jezik iz Gvineje Bisau, kojim govori oko 690 ljudi (2006). Sličan je jeziku bainouk-gunyuño [bab], a s jezikom kobiana [kcj] čini istočnosenegalsko-gvinejsku podskupinu nun.
U upotrebi je i mandinka [mnk].

## Vanjske poveznice
- Ethnologue (14th)
- Ethnologue (15th)